# 张令涛
张令涛（1903年—1988年），宁波人，连环画大师，与胡若佛齐名。张令涛与胡若佛长期合作，人称“黄金搭档”，他们的作品在20世纪五、六十年代风靡一时。常常是张令涛打稿，胡若佛勾描。张令涛曾任上海文史馆馆员。

## 连环画作品
- 《东周列国志》之《勾践》、《宋襄公》、《楚汉相争》、《韩信拜师》、《自称齐王》
- 《西汉演义》之《暗渡陈仓》、《追韩信》
- 《三国演义》之《三国归晋》
- 《杨家将》之《杨业归宋》、《杨七郎打擂》、《双龙会》、《李陵碑》、《智审潘仁美》
- 《红楼梦》之《宝玉初会黛玉》、《王熙凤》、《黛玉葬花》、《刘姥姥进大观园》、《鸳鸯抗婚》、《刘姥姥救巧姐》
- 《西游记》之《怒打假国丈》。
- 《聊斋》之《辛十四娘》、《小谢》、《娇娜》
- 《女娲补天》
- 《硃痕记》
- 《双生赶船》
- 《文天祥》
- 《班超》
- 《夏完淳》
- 《梁红玉击鼓讨金》
- 《女娲补天》
- 《昆仑奴》
- 《吕布与貂蝉》。
- 《盘丝洞》
- 《蔡文姬》
- 《血染长平》（与张子凡）
- 《老桑树下的故事》（与张子凡）
- 《拉郎配》（与黄子希）
- 《杨金花夺帅印》（与黄子希）